# Haematopota sumelae
Haematopota sumelae är en tvåvingeart som beskrevs av Timmer 1984. Haematopota sumelae ingår i släktet Haematopota och familjen bromsar.
Artens utbredningsområde är Turkiet. Inga underarter finns listade i Catalogue of Life.